# Wyznania patrycjusza
Wyznania patrycjusza (węg. Egy polgár vallomásai) – powieść autobiograficzna węgierskiego pisarza Sándora Máraiego wydana w 1934. Jej tłumaczenie w Polsce ukazało się w 2002 nakładem wydawnictwa Czytelnik, przekładu dokonała Teresa Worowska.
Na dzieło to składają się dwie części: pierwsza zawiera wspomnienia z dzieciństwa autora oraz obraz Węgier początku XX wieku, druga inspirowana jest okresem emigracji Máraiego i jego żony do Europy Zachodniej w latach dwudziestych.
Kontynuacją utworu jest powieść Ziemia! Ziemia!... obejmująca lata 1944–1948.

## Historia
Publikacja pierwszego tomu Wyznań patrycjusza miała miejsce w 1934, drugim tom ukazał się w 1935 roku. Powieść została bardzo dobrze przyjęta przez czytelników, sprzedano ponad 20 000 egzemplarzy. Spotkała się z krytyką tylko środowisk skrajnie prawicowych. Jednak w 1935 roku pisarzowi został wytyczony proces przez opisanego w dziele kolegę-korepetytora György'ego Stumpfa, który w momencie wydania książki był wikariuszem biskupim i proboszczem. Stumpf oskarżył Máraiego o zniesławienie. Obrońca pisarza wniósł o oddalenie powództwa. Márai nie wiedział, że dawny korepetytor został duchownym. Chociaż Stumpf oczekiwał skazania Máraiego na kare więzienia, w końcu doszło do ugody stron. Zasądzono grzywnę w wysokości 500 pengő oraz odszkodowanie dla powoda w wysokości 1500 pengő. Książek już wydrukowanych nie nakazano zniszczyć, przy kolejnych wydaniach autor został zobowiązany do usunięcia krzywdzącego rozdziału.
W wydaniu z 1940 roku Márai usunął rozdział o Stumpfie, co w jakimś stopniu zaburzyło spójność dzieła. Zniknęła również większość nazwisk i różne fragmenty. Czytelnik został pozbawiony możliwości poznania wielu wydarzeń z życia pisarza i społeczności z lat 1915–1920.

## Fabuła
Wyznania patrycjusza są powieścią afabularną, po części biograficzną. W pierwszej części autor stara się przedstawić węgierski miejski patrycjat w rodzinnych Koszycach. Opisując relacje, kulturę, tradycje, funkcjonowanie rodzinnego domu, jednocześnie odmalowuje obraz lat swojego dzieciństwa i wczesnej młodości. W opisach nie brak autoironii. Druga część rozpoczyna się w roku 1923. Márai opisał okres emigracji i wczesnego małżeństwa. Przedstawiony został jednocześnie subiektywny obraz społeczeństwa Europy Zachodniej.

## Wydania polskie
- 2002 – tłum. Teresa Worowska[3]
- 2005 – tłum. Teresa Worowska
- 2014 – tłum. Teresa Worowska (wydanie rozszerzone)[4]